# Alif Tree
Alif Tree ist ein französisches Downbeat-/Nu-Jazz-Projekt, das derzeit beim Label Compost Records unter Vertrag steht.

## Biografie
Alif Tree entstand in den 1990er-Jahren durch den halbrumänischen DJ Alex Altain. Bereits 1996 produzierte er die ersten Maxi-Singles, doch es sollte noch drei Jahre dauern, bis das erste Album The Observatory entstand und schließlich 2000 bei M/10 Records erschien. In den folgenden Jahren vergrößerte sich die Bekanntheit stetig durch öffentliche Auftritte, eine eigene Radioshow und das 2001 erschienene Zweitalbum Spaced. Einen ersten größeren Erfolg konnte Alif Tree 2006 mit der Single Forgotten Places feiern, die auf dem Album French Cuisine erschien.
Alif Tree nutzt häufig Gesangssamples bekannter Jazz-Sängerinnen wie Shirley Horn oder Nina Simone, arbeitet aber auch mit Sängerinnen zusammen.

## Diskografie
- The Observatory (1999)
- Spaced (2001)
- French Cuisine (2006)
- Clockwork (2009)